# Beépülve: Az Escobar ügy
A Beépülve: Az Escobar ügy (eredeti cím: The Infiltrator) 2016-ban bemutatott amerikai életrajzi bűnügyi filmdráma Brad Furman rendezésében. A forgatókönyvet Ellen Brown Furman írta, Robert Mazur A drogbárók bankára című könyvéből. A főbb szerepekben Bryan Cranston, Diane Kruger, Benjamin Bratt, John Leguizamo, Saïd Taghmaoui, Joe Gilgun és Amy Ryan látható.
Az Amerikai Egyesült Államokban 2016. július 13-án mutatták be a mozikban. Magyarországon 2016. november 3-án jelent meg DVD-n és Blu-ray-en.

## Cselekmény
A film igaz történeten alapul: Robert Mazur különleges ügynök 1980-ban aktívan közreműködött Pablo Escobar bűnszervezetének felszámolásában. Mazur beépített ügynökként, Bob Musella álnéven a pénzmosásban segédkezve nyerte el Escobar bizalmát.

## Szereplők
| Szereplő          | Színész            | Magyar hang        |
| ----------------- | ------------------ | ------------------ |
| Robert Mazur      | Bryan Cranston     | Rosta Sándor       |
| Emir Abreu        | John Leguizamo     | Csőre Gábor        |
| Roberto Alcaino   | Benjamin Bratt     | Jakab Csaba        |
| Kathy Ertz        | Diane Kruger       | Létay Dóra         |
| Javier Ospina     | Yul Vazquez        | Vida Péter         |
| Gonzalo Mora, Jr. | Rubén Ochandiano   | Dolmány Attila     |
| Evelyn Mazur      | Juliet Aubrey      | Kisfalvi Krisztina |
| Bonni Tischler    | Amy Ryan           | Ősi Ildikó         |
| Vicky néni        | Olympia Dukakis    | Bókai Mária        |
| Dominic           | Joe Gilgun         | Rékasi Károly      |
| Amjad Awan        | Saïd Taghmaoui     | Dányi Krisztián    |
| Steve Cook        | Tom Vaughan-Lawlor | Seder Gábor        |
| Rudy Armbrecht    | Carsten Hayes      | Varga Gábor        |
| A spicli          | Juan Cely          | Rajkai Zoltán      |
| Mark Jackowski    | Jason Isaacs       | Kárpáti Levente    |
| Barry Seal        | Michael Paré       | Törköly Levente    |
| Gonzalo Mora, Sr. | Simón Andreu       | Végh Péter         |
| Akbar Bilgrami    | Art Malik          | Forgács Gábor      |